# 100 d'Aquari
100 d'Aquari (100 Aquarii) és una estrella de la Constel·lació d'Aquari. La seva designació ve del catàleg d'estrelles de l'astrònom anglès John Flamsteed, publicat per primera vegada el 1712.